# West-Duits voetbalkampioenschap 1928/29
In 1928/29 werd het 22ste voetbalkampioenschap gespeeld dat georganiseerd werd door de West-Duitse voetbalbond.
Schalke 04 werd kampioen en ook Meidericher SpV en Fortuna Düsseldorf plaatsten zich voor de eindronde om de Duitse landstitel. Düsseldorf verloor van SpVgg Fürth en Meidericher SpV van Hamburger SV. Schalke 04 kon als enige winnen en versloeg Wacker Leipzig. In de kwartfinale verloor de club van Hertha BSC.

## Deelnemers aan de eindronde
| Club                          | Gekwalificeerd als               |
| ----------------------------- | -------------------------------- |
| VfL Borussia München-Gladbach | Rijnkampioen                     |
| SpVgg Sülz 07                 | Rijnvicekampioen                 |
| Düsseldorfer TSV Fortuna 1895 | Kampioen van Bergisch-Mark       |
| SSV 04 Elberfeld              | Vickampioen van Bergisch-Mark    |
| FV 1911 Neuendorf             | Kampioen van Middenrijn          |
| SpVgg 1910 Andernach          | Vicekampioen van Middenrijn      |
| Meidericher SpV               | Kampioen van Nederrijn           |
| SpVgg Oberhausen-Styrum 04    | Vicekampioen van Nederrijn       |
| FC Schalke 04                 | Kampioen van Ruhr                |
| SK Schwarz-Weiß 1900 Essen    | Vicekampioen van Ruhr            |
| SpVgg Herten 07               | Kampioen van Westfalen           |
| DSC Arminia Bielefeld         | Vicekampioen van Westfalen       |
| CSC 03 Kassel                 | Kampioen van Hessen-Hannover     |
| SV Kurhessen 1893 Kassel      | Vicekampioen van Hessen-Hannover |
| SuS Hüsten 09                 | Kampioen van Zuidwestfalen       |
| VfB Weidenau                  | Vicekampioen van Zuidwestfalen   |

## Eindronde

### Vicekampioenen

#### Eerste Ronde
|               |                       |       |                  |      |
| 14 april 1929 | DSC Arminia Bielefeld | 4 - 1 | SSV 04 Elberfeld | Hamm |
| 14 april 1929 |                       |       |                  | Hamm |

|               |                            |              |              |        |
| 14 april 1929 | SK Schwarz-Weiß 1900 Essen | 2 - 2 (n.v.) | VfB Weidenau | Bochum |
| 14 april 1929 |                            |              |              | Bochum |

Replay
|               |                            |       |              |        |
| 28 april 1929 | SK Schwarz-Weiß 1900 Essen | 4 - 1 | VfB Weidenau | Siegen |
| 28 april 1929 |                            |       |              | Siegen |

|               |                      |       |                            |           |
| 28 april 1929 | SpVgg 1910 Andernach | 0 - 6 | SpVgg Oberhausen-Styrum 04 | Andernach |
| 28 april 1929 |                      |       |                            | Andernach |

|             |               |              |                          |        |
| 19 mei 1929 | SpVgg Sülz 07 | 2 - 2 (n.v.) | SV Kurhessen 1893 Kassel | Keulen |
| 19 mei 1929 |               |              |                          | Keulen |

Replay
|             |                          |       |               |        |
| 26 mei 1929 | SV Kurhessen 1893 Kassel | 2 - 1 | SpVgg Sülz 07 | Kassel |
| 26 mei 1929 |                          |       |               | Kassel |

#### Halve Finale
|            |                            |       |                            |         |
| 5 mei 1929 | SK Schwarz-Weiß 1900 Essen | 2 - 0 | SpVgg Oberhausen-Styrum 04 | Hamborn |
| 5 mei 1929 |                            |       |                            | Hamborn |

|             |                          |       |                       |          |
| 2 juni 1929 | SV Kurhessen 1893 Kassel | 3 - 1 | DSC Arminia Bielefeld | Dortmund |
| 2 juni 1929 |                          |       |                       | Dortmund |

#### Finale
|  |                          |       |                            |        |
|  | SV Kurhessen 1893 Kassel | 2 - 3 | SK Schwarz-Weiß 1900 Essen | Kassel |
|  |                          |       |                            | Kassel |

### Kampioenen

#### Noord
| Plaats | Club              | Wed. | W | G | V | Saldo | Ptn |
| ------ | ----------------- | ---- | - | - | - | ----- | --- |
| 1.     | FC Schalke 04     | 3    | 3 | 0 | 0 | 15:7  | 6:0 |
| 2.     | Meidericher SpV02 | 3    | 2 | 0 | 1 | 5:3   | 4:2 |
| 3.     | SpVgg Herten 07   | 3    | 1 | 0 | 2 | 7:7   | 2:4 |
| 4.     | SuS Hüsten 09     | 3    | 0 | 0 | 3 | 2:12  | 0:6 |

|  | Geplaatst voor finalegroep |

#### Zuid
| Plaats | Club                          | Wed. | W | G | V | Saldo | Ptn |
| ------ | ----------------------------- | ---- | - | - | - | ----- | --- |
| 1.     | Düsseldorfer TSV Fortuna 1895 | 3    | 2 | 1 | 0 | 10:2  | 5:1 |
| 2.     | VfL Borussia München-Gladbach | 3    | 1 | 2 | 0 | 9:6   | 4:2 |
| 3.     | FV 1911 Neuendorf             | 3    | 1 | 0 | 2 | 5:10  | 2:4 |
| 4.     | CSC 03 Kassel                 | 3    | 0 | 1 | 2 | 3:9   | 1:5 |

#### Finalegroep
| Plaats | Club                          | Wed. | W | G | V | Saldo | Ptn |
| ------ | ----------------------------- | ---- | - | - | - | ----- | --- |
| 1.     | FC Schalke 04                 | 3    | 2 | 0 | 1 | 9:5   | 4:2 |
| 2.     | Meidericher SpV02             | 3    | 2 | 0 | 1 | 9:8   | 4:2 |
| 3.     | Düsseldorfer TSV Fortuna 1895 | 3    | 1 | 1 | 1 | 5:4   | 3:3 |
| 4.     | VfL Borussia München-Gladbach | 3    | 0 | 1 | 2 | 2:8   | 1:5 |

|  | Play-off titel, geplaatst voor nationale eindronde |
|  | Play-off derde ticket eindronde                    |

Play-off titel
|              |               |       |                   |       |
| 23 juni 1929 | FC Schalke 04 | 2 - 1 | Meidericher SpV02 | Essen |
| 23 juni 1929 |               |       |                   | Essen |

### Wedstrijd om derde ticket eindronde
|             |                               |       |                            |       |
| 9 juni 1929 | Düsseldorfer TSV Fortuna 1895 | 1 - 0 | SK Schwarz-Weiß 1900 Essen | Wanne |
| 9 juni 1929 |                               |       |                            | Wanne |